# Hexaquisoctaedro
El hexaquisoctaedro, disdiaquisdodecaedro, dodecaedro disdiakis u octaedro hexakis es uno de los sólidos de Catalan, cuyo dual es el cuboctaedro truncado.  Se considera de caras uniformes aunque en realidad lo forman dos tipos de caras dado que en realidad una es la inversión de la otra. Este cuerpo puede ser considerado como un rombododecaedro al que se le han colocado pirámides bajas con la base en forma de rombo.